# Майер, Иоганн Прокоп
Иоганн Прокоп Майер (нем. Johann Prokop Mayer; 2 июля 1737, Смечно, Богемия (ныне района Кладно Среднечешского края Чехии) — 25 июля 1804, Вюрцбург) — немецко-австрийский естествоиспытатель, ботаник, придворный садовод, ландшафтный дизайнер. Автор трехтомной энциклопедии плодовых деревьев «Pomona Franconica».

## Биография
Майер родился в Богемии. После трёх лет обучения в Праге в 1755 отправился в Германию, работал подмастерьем садоводов в Австрии, Франции, Голландии и Англии. Из Англии прибыл в Вюрцбург, где в 1760—1761 работал в качестве подмастерья у придворного садовника Георга Йозефа Отта в летней резиденции княжеских епископов Вюрцбурга, позже королей Баварии в Файтсхёххайме.
С 1770 до своей смерти работал придворным садовником в Вюрцбургской резиденции.
Хотя в это время в Европе уже набирали популярность английские пейзажные парки, порученный ему Восточный сад был заложен как «регулярный», то есть его планы подчинялись законам симметрии — по французским образцам садово-паркового искусства. Причем, как отмечают историки, разработан его план был с использованием всех приемов и уловок этого стиля организации ландшафта.
Одновременно, он работал в качестве проектировщика и консультанта для обустройства поместий аристократов соседних владений, создал питомник плодовых деревьев.
Опыт разведения и ухода за ними в 1776—1801 годах опубликовал в трехтомной энциклопедии плодовых деревьев «Pomona Franconica». В своей работе по вопросам помологии Майер описал все культивирующиеся в Хофгартене (нем. Hofgarten «дворцовый сад») Вюрцбургской резиденции фруктовые деревья, а также описал свой многолетний опыт работы во фруктовом садоводстве. В энциклопедии были помещены около 500 гравюр ручной раскраски.

## Избранные труды
- Verzeichniß der Obstbäume von den besten, seltensten und meistgeschätzten Gattungen, welche in dem Hof- und Residenzgarten Seiner Hochfürstl. Gnaden des Hochwürdigsten Fürsten und Bischofen zu Bamberg und Wirzburg, …unter der Aufsicht des dasigen Hofgärtners dermalen gezogen werden … Samt einer Beschreibung sowohl der Bäume als Früchten, und Anzeige der beyläufigen Zeit ihrer Reifwerdung = Catalogue des arbres à fruits les plus éxcéllents, les plus rares, les plus éstimés, qui se cultivent actuellement dans le jardin de la cour sous la direction du jardinier de la cour, Wirzburg: Johann Mayer; Nitribitt, 1774.
- Pomona Franconica oder natürliche Abbildung und Beschreibung der besten und vorzüglichsten Europäischen Gattungen der Obstbäume und Früchte, welche in dem Hochfürstlichen Hofgarten zu Würzburg gezogen werden, I—III, Verlag Winterschmidt, Nürnberg 1776—1801
- Verzeichniß der in- und ausländischen Gewächse an Blumen, Stauden, Sträuchern und Bäumen, welche sich dermalen im hiesigen Hochfürstlichen Hof- und Residenzgarten vorfinden, uns sowohl im freyen, als in Glas- und Treibhäusern gezogen, und verwahrt werden: Zur Bequemlichkeit und Erinnerung der …, Sartorius, Würzburg 1786
- Verzeichniß der Obstbäume von den besten Gattungen, welche dermalen bey Johann Meyer, Hofgärtner zu Würzburg zu haben sind = Catalogue des arbres-fruitiers des meilleures especes qui se trouvent chez Jean Mayer, jardinier de la cour a Wirzbourg , Sartorius, Würzburg 1792

- Хофгартен (нем. Hofgarten «дворцовый сад») Вюрцбургской резиденции
- Террасы Хофгартена Вюрцбургской резиденции
- Вюрцбургская резиденция и Хофгартен